# Bolemoreus
Bolemoreus es un género de aves paseriformes perteneciente a la familia Meliphagidae. Sus miembros son nativos de Australia, y anteriormente se clasificaban en el género Lichenostomus. 

## Taxonomía
Bolemoreus fue creado a raíz de un análisis filogenético publicado en 2011 que demostró que Lichenostomus era polifilético, por lo que fue escindido en varios géneros.
El género contiene dos especies:
- Bolemoreus hindwoodi - mielero de Hindwood;
- Bolemoreus frenatus - mielero embridado.

El nombre Bolemoreus fue acuñado por Árpád Nyári y Leo Joseph en 2011. La palabra combina latinizando los nombres de los ornitólogos australianos Walter E. Boles y N. Wayne Longmore.